# Trasformatore ibrido

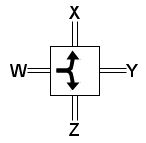
W e Y, X e Z sono coppie coniugate.

Un trasformatore ibrido (o trasformatore a ponte o, talvolta, semplicemente ibrido) è un trasformatore che ha tre avvolgimenti ed è progettato per essere configurato come un circuito avente quattro porte coniugate in coppie.
Un segnale in arrivo presso una porta viene diviso ugualmente tra le due porte adiacenti ma non appare presso la porta opposta. Nel diagramma, il segnale in W  si divide tra X e Z, mentre non passa alcun segnale verso Y. Analogamente, i segnali in X si dividono tra W e Y mentre non giunge nulla verso Z, etc.
Il funzionamento corretto richiede l'adattamento dell'impedenza caratteristica a tutte e quattro le porte. I trasformatori ibridi sono una classe di accoppiatori direzionali in cui la potenza alla porta d'ingresso viene divisa ugualmente tra le due porte di uscita. Sono possibili forme di ibrido diverse dal trasformatore ibrido; qualsiasi formato di accoppiatore direzionale può essere progettato per essere un ibrido. Questi formati includono linee di trasmissione e guide d'onda.

## Spiegazione

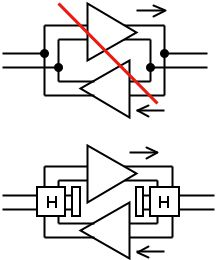
Uso di trasformatori ibridi per amplificazione bidirezionale

Il principale utilizzo di un trasformatore ibrido in banda fonica è la conversione da 2 a 4 fili in sezioni sequenziali di un circuito per comunicazioni, per esempio in un set di terminazione a 4 fili. Tale conversione era necessaria quando vennero introdotti i ripetitori nei circuiti 2 fili, una pratica frequente nella telefonia all'inizio del XX secolo. Senza trasformatori ibridi, l'uscita di un amplificatore si alimenta direttamente nell'ingresso dell'altro, generando una situazione di howling(diagramma superiore). Utilizzando trasformatori ibridi, le uscite e gli ingressi sono isolati, ottenendo un corretto funzionamento del ripetitore a 2 fili. Verso la fine del secolo, questa pratica divenne rara ma i trasformatori ibridi continuarono ad essere usati nelle line card.

### Schemi circuitali di un trasformatore ibrido
I trasformatori ibridi sono realizzati usando trasformatori. Sono state utilizzate due versioni di trasformatori ibridi, la versione a trasformatore singolo che fornisce uscite sbilanciate con un'estremità connessa a terra e la versione a trasformatore doppio che fornisce porte bilanciate. 

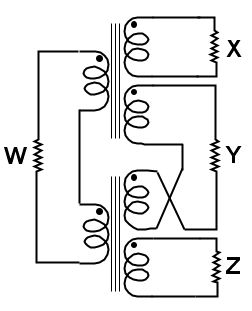
Schema elettrico di un trasformatore ibrido a trasformatore doppio

#### Trasformatore ibrido a trasformatore singolo

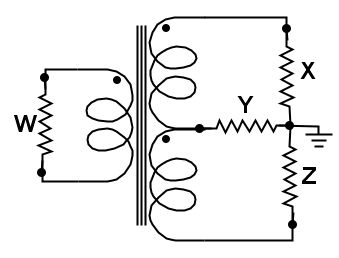
Schema elettrico di un trasformatore ibrido a trasformatore singolo

Per l'uso nei ripetitori a 2 fili, la versione a trasformatore singolo è sufficiente, poiché gli amplificatori nei ripetitori hanno gli ingressi connessi a terra e le uscite. X, Y e Z hanno la terra in comune. Come mostrato a sinistra, il segnale in W, la porta a 2 fili, apparirà presso X e Z. Ma poiché Y è connesso a ponte dal centro della bobina al centro tra X e Z, non appare alcun segnale. Il segnale in X apparirà presso W e Y. Ma il segnale presso Z è la differenza tra quanto appare in Y e, tramite la bobina del trasformatore, quanto appare in W, che è zero. Un ragionamento simile dimostra che entrambe le coppie, W e Y, X e Z, sono coniugate.

#### Trasformatore ibrido a trasformatore doppio
Quando entrambi i circuiti, quello a 2 fili e quello a 4 fili devono essere bilanciati, vengono usati i trasformatori ibridi a trasformatore doppio, come mostrato a destra. Il segnale nella porta W si suddivide tra X e Z, ma a causa della connessione invertita agli avvolgimenti, si annulla presso la porta Y. Il segnale nella porta X va verso W e Y. Ma a causa della connessione invertita alle porte W e Y, Z non riceve segnale. Quindi le coppie, W e Y, X e Z, sono coniugate.

## Applicazioni
Gli ibrido telefonici sono usati nelle centrali telefoniche per convertire il formato a 4 fili nella connessione dell'ultimo miglio a 2 fili al telefono dell'abbonato. Un diverso tipo di trasformatore ibrido è usato nei microtelefoni per convertire i 4 fili del trasmettitore (auricolare) e del ricevitore (microfono) alla connessione della linea a 2 fili. Questo tipo di trasformatore ibrido è chiamato più comunemente rocchetto ad induzione a causa del fatto che deriva dai rocchetti ad induzione per alte tensioni. Esso non produce un'alta tensione, ma come la varietà per alte tensioni, esso un trasformatore elevatore allo scopo di ottenere un adattamento di impedenza tra il trasmettitore del microfono a carbone a bassa impedenza e le parti del sistema ad impedenza più elevata. Il semplice rocchetto ad induzione evolutosi poi in una forma di trasformatore ibrido per la riduzione del sidetone, ossia del volume dell'uscita del microfono che poi torna indietro all'auricolare. Senza questo, nell'auricolare, la voce dell'utente del telefono sarebbe più forte rispetto a quella dell'altro utente.  Oggi, la versione con trasformatore dell'ibrido è stata sostituita da reti resistive e versioni compatte con circuiti integrati, che utilizzano l'elettronica basata su tali circuiti per eseguire il lavoro di un trasformatore ibrido.
I trasformatori ibridi per radiofrequenza vengono usati per suddividere i segnali radio, inclusi quelli televisivi. Il circuito che compie tale suddivisione fa in modo che il segnale proveniente dall'antenna sia suddiviso per ricevitori multipli.